# Kishoreganj (zila)
Kishoreganj (en bengalí: কিশোরগঞ্জ) es un zila o distrito de Bangladés que forma parte de la división de Daca.
Comprende 13 upazilas en una superficie territorial de 2.573 km² : Astagram, Bajitpur, Bhairab, Hossainpur, Itna, Karimganj, Katiadi, Kishoreganj, Kuliarchar, Mithamain, Nikli, Pakundia y Tarail.
La capital es la ciudad de Kishoreganj.

## Upazilas con población en marzo de 2011[2]
- Austagram 152,523
- Bajitpur 248,730
- Bhairab 298,309
- Hossainpur 183,884
- Itna 164,127
- Karimganj 287,807
- Katiadi 314,529
- Kishoreganj Sadar 414,208
- Kuliarchar 182,236
- Mithamain 122,026
- Nikli 133,729
- Pakundia 250,060
- Tarail 159,739

## Demografía
Según estimación 2010 contaba con una población total de 2.895.038 habitantes.